# یومی شیراکاوا
یومی شیراکاوا (انگلیسی: Yumi Shirakawa; ۲۱ نوامبر ۱۹۳۶ – ۱۴ ژوئن ۲۰۱۶ (۷۹ سال)) بازیگر اهل ژاپن بود. وی بین سال‌های ۱۹۵۶ تا ۲۰۱۶ میلادی فعالیت می‌کرد.
از فیلم‌ها یا برنامه‌های تلویزیونی که وی در آن نقش داشته‌است می‌توان به اشتیاق، آخرین جنگ، و پایان تابستان اشاره کرد.